# 英格丽德·德奥利韦拉
英格丽德·德奥利韦拉（葡萄牙語：Ingrid de Oliveira，1996年5月7日—）生于里约热内卢州尼泰罗伊，是一名巴西女子跳水运动员，主攻跳台项目。英格丽德的姐姐Erica从事跳水运动，英格丽德则最初练习体操，后来英格丽德受他人邀请改练跳水。这之后，她开始展现出自己的能力，并成功入选青少年国家队。十五六岁时，她因训练繁忙而不得不牺牲自己的学业，专注练习。